# العلاقات الأوزبكستانية الإندونيسية
العلاقات الأوزبكستانية الإندونيسية هي العلاقات الثنائية التي تجمع بين أوزبكستان وإندونيسيا.

## مقارنة بين البلدين
هذه مقارنة عامة ومرجعية للدولتين:
| وجه المقارنة                                              | أوزبكستان       | إندونيسيا         |
| --------------------------------------------------------- | --------------- | ----------------- |
| المساحة (كم2)                                             | 448.98 ألف      | 1.90 مليون        |
| عدد السكان (نسمة)                                         | 32.39 مليون     | 263.99 مليون      |
| الكثافة السكانية (ن./كم²)                                 | 72.14           | 138.94            |
| العاصمة                                                   | طشقند           | جاكرتا            |
| اللغة الرسمية                                             | اللغة الأوزبكية | اللغة الإندونيسية |
| العملة                                                    | سوم أوزبكستاني  | روبية إندونيسية   |
| الناتج المحلي الإجمالي (بليون دولار)                      | 48.72 مليار     | 1.02 تريليون      |
| الناتج المحلي الإجمالي (تعادل القوة الشرائية) بليون دولار | 190.50 مليار    | 2.85 تريليون      |
| الناتج المحلي الإجمالي الاسمي للفرد دولار أمريكي          | 2.13 ألف        | 3.35 ألف          |
| الناتج المحلي الإجمالي للفرد دولار أمريكي                 | 5.57 ألف        | 10.52 ألف         |
| مؤشر التنمية البشرية                                      | 0.675           | 0.684             |
| رمز المكالمات الدولي                                      | +998            | +62               |
| رمز الإنترنت                                              | .uz             | .id               |
| المنطقة الزمنية                                           | ت ع م+05:00     |                   |

## مدن متوأمة
في ما يلي قائمة باتفاقيات التوأمة بين مدن أوزبكستانية وإندونيسية:
- ترتبط سمرقند مع باندا آتشيه باتفاقية توأمة منذ 4 أغسطس 1986.

## منظمات دولية مشتركة
يشترك البلدان في عضوية مجموعة من المنظمات الدولية، منها:
| علم المنظمة | اسم المنظمة                               | تاريخ انضمام أوزبكستان | تاريخ انضمام إندونيسيا |
| ----------- | ----------------------------------------- | ---------------------- | ---------------------- |
|             | بنك التنمية الآسيوي                       | 1995                   | 1966                   |
|             | مؤسسة التنمية الدولية                     | 24 سبتمبر 1992         | 20 أغسطس 1968          |
|             | يونسكو                                    | 26 أكتوبر 1993         | 27 مايو 1950           |
|             | وكالة ضمان الاستثمار متعدد الأطراف        | 4 نوفمبر 1993          | 12 أبريل 1988          |
|             | الأمم المتحدة                             | 2 مارس 1992            | 28 سبتمبر 1950         |
|             | الفريق المعني برصد الأرض                  | ?                      | ?                      |
|             | الاتحاد البريدي العالمي                   | ?                      | ?                      |
|             | البنك الدولي للإنشاء والتعمير             | 21 سبتمبر 1992         | 13 أبريل 1967          |
|             | منظمة التعاون الإسلامي                    | ?                      | ?                      |
|             | منظمة حظر الأسلحة الكيميائية              | ?                      | ?                      |
|             | الاتحاد الدولي للاتصالات                  | 10 يوليو 1992          | 1949                   |
|             | مؤسسة التمويل الدولية                     | 30 سبتمبر 1993         | 23 أبريل 1968          |
|             | المركز الدولي لتسوية المنازعات الاستشارية | 25 أغسطس 1995          | 28 أكتوبر 1968         |
|             | منظمة الشرطة الجنائية الدولية             | ?                      | 5 أكتوبر 1954          |

## وصلات خارجية
- موقع وزارة الخارجية الأوزبكستانية
- موقع وزارة الخارجية الإندونيسية